# Sphaerocarpos texanus
Sphaerocarpos texanus là một loài rêu trong họ Sphaerocarpaceae. Loài này được Austin mô tả khoa học đầu tiên năm 1877.

## Hình ảnh

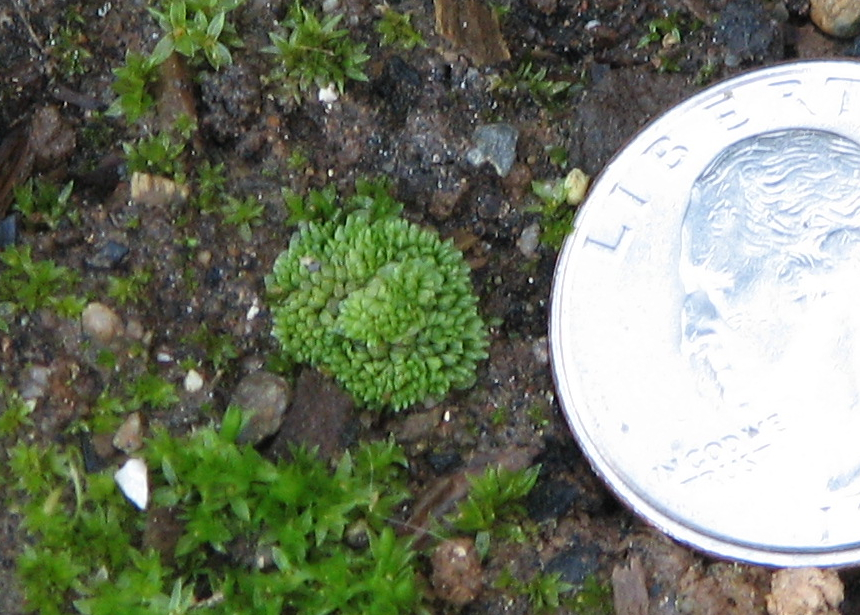
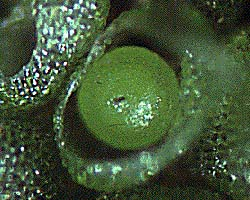
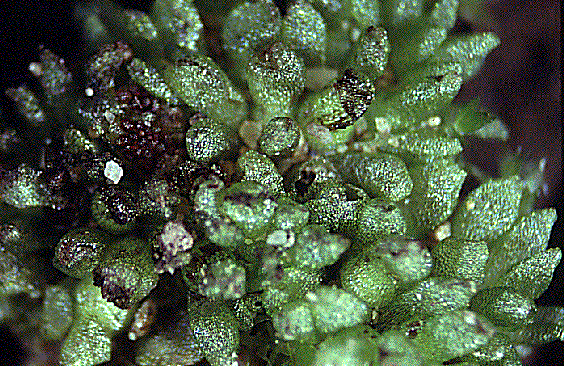
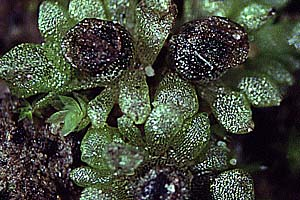